# AACTA Awards 2012
Die 1. Verleihung der australischen AACTA Awards (englisch 1st AACTA Awards), die jährlich von der Australian Academy of Cinema and Television Arts (AACTA) vergeben werden, fand zweigeteilt am 15. Januar im Westin Hotel und am 31. Januar 2012 im Opernhaus von Sydney statt. Die AACTA Awards sind die Fortsetzung der AFI Awards, die von 1958 bis 2010 durch das Australian Film Institute (AFI) vergeben wurden. Sie ehrten die besten australischen Filme und Sendungen des Jahres 2011 und sind so das Gegenstück zu den im selben Monat stattgefundenen ersten AACTA International Awards für internationale Filme. Die Verleihung wurde bei Nine Network gezeigt.

## Gewinner und Nominierte
| Film                    | N  | A |
| ----------------------- | -- | - |
| The Hunter              | 13 | 2 |
| Im Auge des Sturms      | 11 | 3 |
| Die Morde von Snowtown  | 09 | 6 |
| Red Dog                 | 07 | 1 |
| Oranges and Sunshine    | 06 | 1 |
| Mad Bastards            | 04 | 0 |
| Die Legende der Wächter | 03 | 1 |
| Sleeping Beauty         | 03 | 0 |

### Bester Film
Red Dog – Produktion: Julie Ryan und Nelson Woss
Im Auge des Sturms (The Eye of the Storm) – Produktion: Gregory J. Read, Fred Schepisi und Antony Waddington
The Hunter – Produktion: Vincent Sheehan
Mad Bastards – Produktion: Brendan Fletcher, David Jowsey, Alan Pigram und Stephen Pigram
Oranges and Sunshine – Produktion: Camilla Bray, Iain Canning und Emile Sherman
Die Morde von Snowtown (Snowtown) – Produktion: Anna McLeish und Sarah Shaw

### Beste Regie
Justin Kurzel – Die Morde von Snowtown (Snowtown)
Daniel Nettheim – The Hunter
Fred Schepisi – Im Auge des Sturms (The Eye of the Storm)
Kriv Stenders – Red Dog

### Bestes Originaldrehbuch
Leon Ford – Griff the Invisible
Sean Byrne – The Loved Ones – Pretty in Blood (The Loved Ones)
Brendan Fletcher – Mad Bastards
Patrick Hughes – Red Hill

### Bestes adaptiertes Drehbuch
Shaun Grant – Die Morde von Snowtown (Snowtown)
Alice Addison – The Hunter
Judy Morris – Im Auge des Sturms (The Eye of the Storm)
Daniel Taplitz – Red Dog

### Bester Hauptdarsteller
Daniel Henshall – Die Morde von Snowtown (Snowtown)
Willem Dafoe – The Hunter
Geoffrey Rush – Im Auge des Sturms (The Eye of the Storm)
David Wenham – Oranges and Sunshine

### Beste Hauptdarstellerin
Judy Davis – Im Auge des Sturms (The Eye of the Storm)
Frances O’Connor – The Hunter
Charlotte Rampling – Im Auge des Sturms (The Eye of the Storm)
Emily Watson – Oranges and Sunshine

### Bester Nebendarsteller
Hugo Weaving – Oranges and Sunshine
John Gaden – Im Auge des Sturms (The Eye of the Storm)
Sam Neill – The Hunter
Robert Rabiah – Face to Face

### Beste Nebendarstellerin
Louise Harris – Die Morde von Snowtown (Snowtown)
Morgana Davies – The Hunter
Helen Morse – Im Auge des Sturms (The Eye of the Storm)
Alexandra Schepisi – Im Auge des Sturms (The Eye of the Storm)

### Bester Nachwuchsdarsteller
Lara Robinson – Cloudstreet
Olivia DeJonge – Good Pretender
Emma Jefferson – My Place
Lucas Yeeda – Mad Bastards

### Beste Filmmusik
Andrew Lancaster, Michael Lira und Matteo Zingales – The Hunter
David Hirschfelder – Die Legende der Wächter (Legend of the Guardians: The Owls of Ga’Hoole)
Jed Kurzel – Die Morde von Snowtown (Snowtown)
Cezary Skubiszewski – Red Dog

### Beste Kamera
Robert Humphreys – The Hunter
Adam Arkapaw – Die Morde von Snowtown (Snowtown)
Geoffrey Hall – Red Dog
Geoffrey Simpson – Sleeping Beauty

### Bester Schnitt
Veronika Jenet – Die Morde von Snowtown (Snowtown)
Jill Bilcock – Red Dog
Leanne Cole – Wasted on the Young
Dany Cooper – Oranges and Sunshine

### Bestes Szenenbild
Melinda Doring – Im Auge des Sturms (The Eye of the Storm)
Annie Beauchamp – Sleeping Beauty
Ian Gracie – Red Dog
Steven Jones-Evans – The Hunter

### Beste Kostüme
Terry Ryan – Im Auge des Sturms (The Eye of the Storm)
Shareen Beringer – Sleeping Beauty
Cappi Ireland – Oranges and Sunshine
Emily Seresin – The Hunter

### Bester Ton
Michael Carden, Des Kenneally, Frank Lipson, Andrew McGrath, Erin McKimm und John Simpson – Die Morde von Snowtown (Snowtown)
Les Fiddess, Tom Heuzenroeder, David Lee, Robert Mackenzie, Tony Murtagh und Sam Petty – The Hunter
Phil Heywood, Polly McKinnon, Wayne Pashley, Derryn Pasquill, Fabian Sanjurjo und Pete Smith – Die Legende der Wächter (Legend of the Guardians: The Owls of Ga’Hoole)
Johanna Emond, Nick Emond, Les Fiddess, Phil Judd, Jennifer Sochackyj und Beth Tredray – Mad Bastards

### Beste visuelle Effekte
Grant Freckelton – Die Legende der Wächter (Legend of the Guardians: The Owls of Ga’Hoole)
David Booth, Ineke Majoor, Glenn Melenhorst und Peter Webb – Sanctum
Felix Crawshaw und James Rogers – The Hunter
Scott Zero – Cloudstreet

### Bester Dokumentarfilm
Mrs Carey’s Concert – Produktion: Bob Connolly, Helen Panckhurst und Sophie Raymond
Tanja – Life in Movement (Life in Movement) – Produktion: Sophie Hyde und Bryan Mason
Shut Up Little Man! An Audio Misadventure – Produktion: Matthew Bate und Sophie Hyde
The Tall Man – Produktion: Darren Dale

### Bester Dokumentarfilm unter einer Stunde
Jandamarra’s War – Produktion: Andrew Ogilvie, Andrea Quesnelle und Eileen Torres
The Ball – Produktion: Yael Bergman, Jessica Leski und Laura Waters
Leaky Boat – Produktion: Penny Chapman
Orchids: My Intersex Adventure – Produktion: Phoebe Hart

### Beste Regie bei einer Dokumentation
Bob Connolly und Sophie Raymond – Mrs Carey’s Concert
Sophie Hyde und Bryan Mason – Tanja – Life in Movement (Life in Movement)
Matthew Bate – Shut Up Little Man! An Audio Misadventure
Tony Krawitz – The Tall Man

### Bester Kurzfilm
The Palace – Regie: Anthony Maras; Produktion: Andros Achilleos, Kate Croser und Anthony Maras
Adam’s Tallit – Regie: Justin Olstein; Produktion: Marie Maroun
Cropped – Regie: Dave Wade; Produktion: Bettina Hamilton
The Telegram Man – Regie: James F. Khehtie; Produktion: James F. Khehtie und Victoria Wharfe McIntyre

### Bester animierter Kurzfilm
Nullarbor – Regie: Alister Lockhart; Produktion: Merrin Jensen, Katrina Mathers, Daryl Munton und Patrick Sarell
Forget Me Not – Regie und Produktion: Emily Dean
The Missing Key – Regie: Jonathan Nix; Produktion: Anna McFarlane, Garth Nix und Jonathan Nix
The Moment – Regie: Troy Bellchambers und Shane McNeil; Produktion: Kristian Moliere und Justin Wight

### Beste Dramaserie
East West 101 – Produktion: Steve Knapman und Kris Wyld
Offspring – Produktion: Imogen Banks und John Edwards
Rake – Produktion: Ian Collie, Peter Duncan und Richard Roxburgh
Spirited – Produktion: Claudia Karvan und Jacquelin Perske

### Beste Comedyserie
Laid – Produktion: Liz Watts
At Home with Julia – Produktion: Carol Hughes, Rick Kalowski und Greg Quail
Twentysomething – Produktion: Nicole Minchin

### Bester Fernsehfilm oder beste Miniserie
The Slap – Nur eine Ohrfeige (The Slap) – Produktion: Tony Ayres, Helen Bowden und Michael McMahon
Cloudstreet – Produktion: Greg Haddrick und Brenda Pam
Paper Giants: The Birth of Cleo – Produktion: John Edwards und Karen Radzyner
Sisters of War – Produktion: Andrew Wiseman

### Beste Kinderserie
My Place – Produktion: Penny Chapman
Emmas Chatroom (A gURLs wURLd) – Produktion: Noel Price
Gasp! – Produktion: Suzanne Ryan
H2O – Plötzlich Meerjungfrau (H2O: Just Add Water) – Produktion: Jonathan M. Shiff

### Beste Unterhaltungssendung
The Gruen Transfer – Produktion: Jon Casimir, Andrew Denton und Anita Jacoby
Hungry Beast – Produktion: Jon Casimir, Andrew Denton, Anita Jacoby, Andy Nehl
Judith Lucy’s Spiritual Journey – Produktion: Todd Abbott
Junior MasterChef – Produktion: Tara McWilliams
RocKwiz – Produktion: Peter Bain-Hogg, Joe Connor, Ken Connor und Brian Nankervis

### Beste Hauptdarsteller – Drama
Alex Dimitriades – The Slap – Nur eine Ohrfeige (The Slap)
Rob Carlton – Paper Giants: The Birth of Cleo
Don Hany – East West 101
Jonathan LaPaglia – The Slap – Nur eine Ohrfeige (The Slap)

### Beste Hauptdarstellerin – Drama
Sarah Snook – Sisters of War
Essie Davis – Cloudstreet
Kerry Fox – Cloudstreet
Asher Keddie – Paper Giants: The Birth of Cleo

### Bester Neben- oder Gastdarsteller – Drama
Richard Cawthorne – Killing Time
Aaron Fa’aoso – East West 101
Jacek Koman – Spirited
Todd Lasance – Cloudstreet

### Beste Neben- oder Gastdarstellerin – Drama
Diana Glenn – The Slap – Nur eine Ohrfeige (The Slap)
Rena Owen – East West 101
Susie Porter – Sisters of War
Lara Robinson – Cloudstreet

### Bester Darsteller – Comedy
Chris Lilley – Angry Boys
Alison Bell – Laid
Jess Harris – Twentysomething
Celia Pacquola – Laid

### Beste Regie im Fernsehen
Matthew Saville – The Slap – Nur eine Ohrfeige (The Slap, Episode 3 Harry)
Jessica Hobbs – The Slap – Nur eine Ohrfeige (The Slap, Episode 1 Hector)
Daina Reid – Paper Giants: The Birth of Cleo (Episode 1)
Jeffrey Walker – Small Time Gangster (Episode 1 Jingle Bells)

### Bestes Drehbuch im Fernsehen
Brendan Cowell – The Slap – Nur eine Ohrfeige (The Slap, Episode 3 Harry)
Kirsty Fisher – Laid (Episode 3)
Ellen Fontana und Tim Winton – Cloudstreet (Episode 3)
Kris Mrksa – The Slap – Nur eine Ohrfeige (The Slap, Episode 1 Hector)